# Philippe Tassier
Philippe Tassier (2. července 1873 Montluel, Ain – 11. října 1947 Paříž) byl francouzský malíř, kreslíř, ilustrátor, kolorista a fotograf, někdy prezentován jako člen Barbizonské školy.

## Život
Philippe Tassier se narodil jako syn vedoucího dílny v továrně v Montluelu, a v roce 1888 začal studovat na École des Beaux-Arts v Lyonu. Produkoval mnoho obrazů z oblasti Crémieu (Isle Crémieu) a Optevoz, kde zůstaly dvě nástěnné malby (datované 1895), v hostinci Candy na hlavním náměstí, kde se umělci setkávali (Auguste Ravier, Paul Flandrin, Hector Allemand, ale také Camille Corot, Charles-François Daubigny nebo Gustave Courbet). Jeden monochromatický obraz představuje rybník Gillieu a druhý údolí Amby .
V roce 1891 vystavoval v salonu Société des Beaux-Arts akvarel s názvem Říjnové ráno poblíž Optevozu, který zůstal jedním z jeho oblíbených regionů. Na konci svého života prohlásil: "Systematicky odmítám, bez ohledu na nabízenou cenu, prodat všechno, co jsem dělal v Crémieu nebo Optevozu", a to navzdory těžké životní situaci ztěžované válkou a věkem.
Od roku 1908 do roku 1912 absolvoval několik pobytů v Bretani, kde vytvořil četné fotografie krajiny a venkovských vesnic, přístavů a každodenního života.

## Galerie

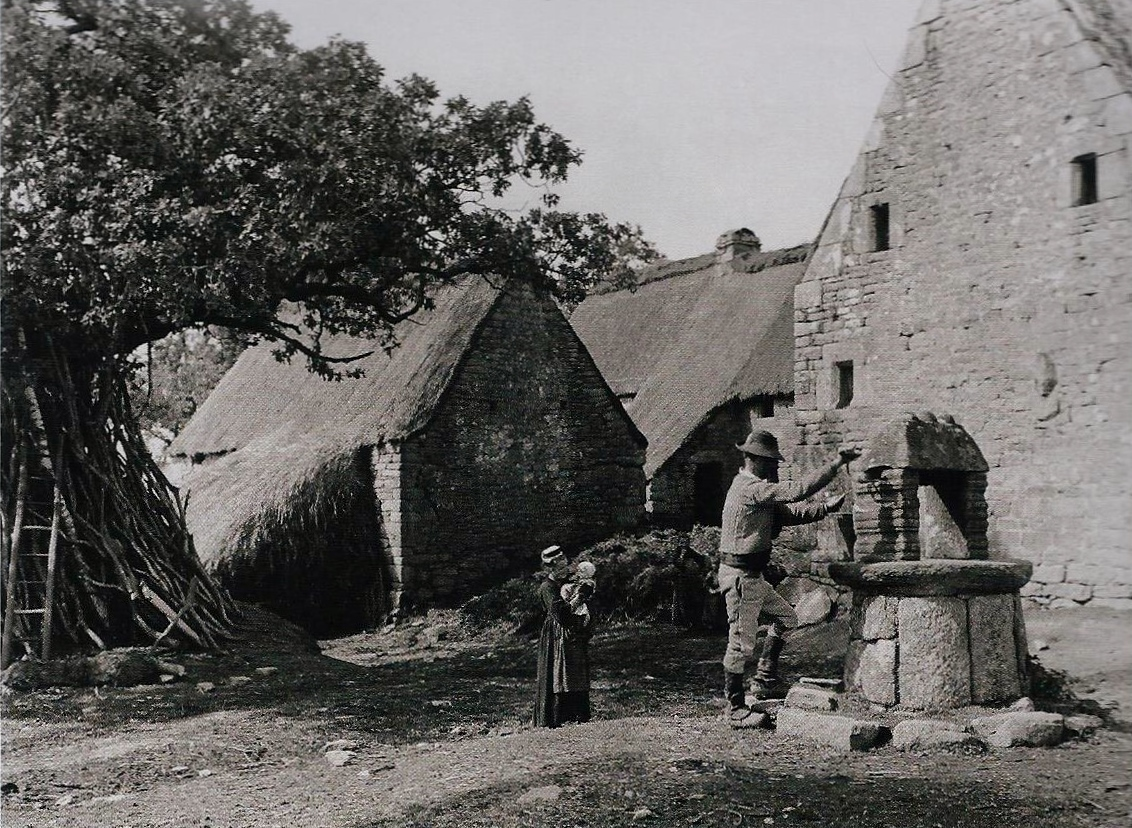
Langonnet: Quinquisova farma kolem roku 1905
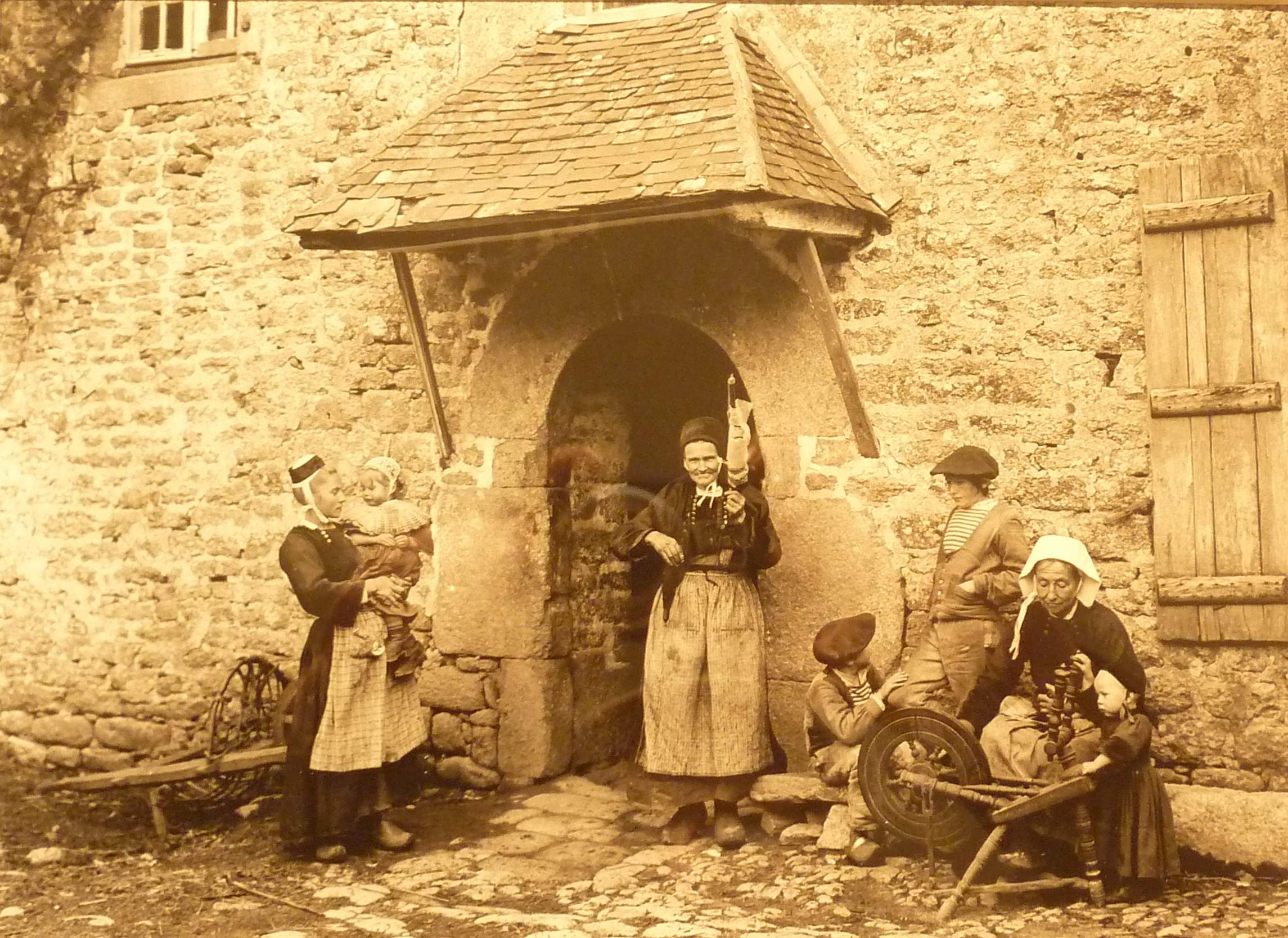
Langonnet: ženy u kolovrátku, začátek 20. století
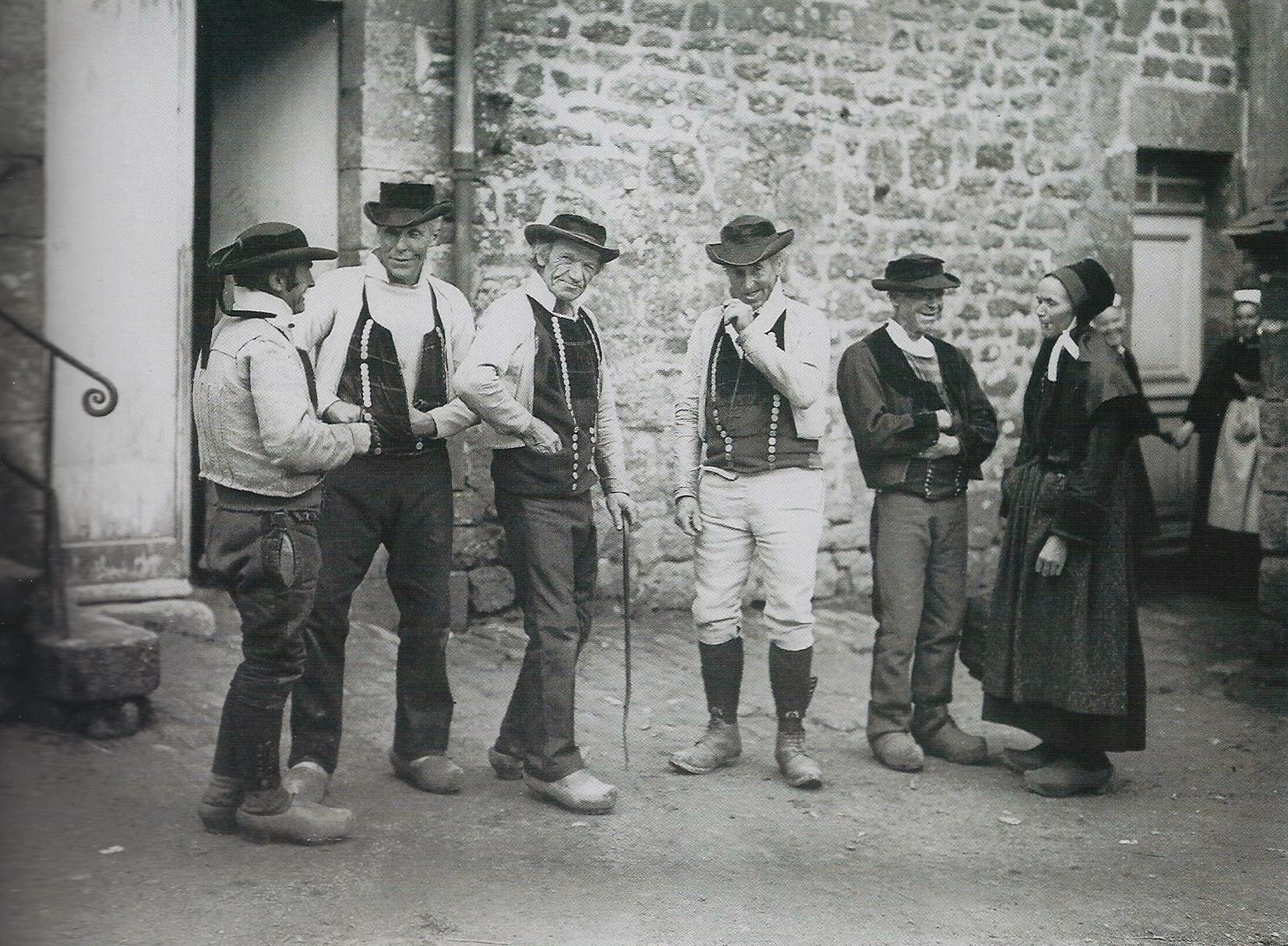
Langonnet: místní obyvatelé na nádvoří hostince, začátek 20. století
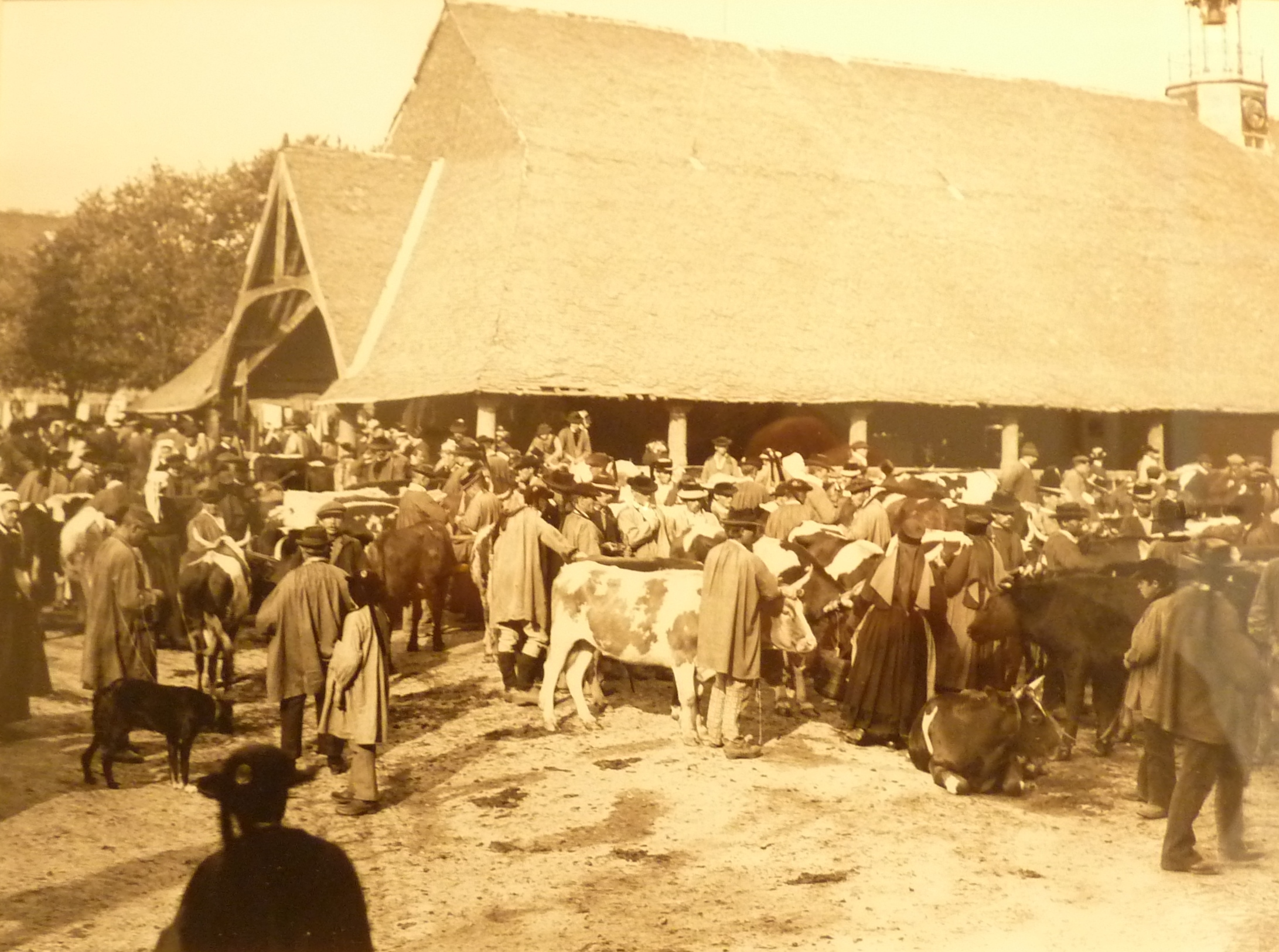
Trh s kravami Faouët, mezi lety 1908 a 1912
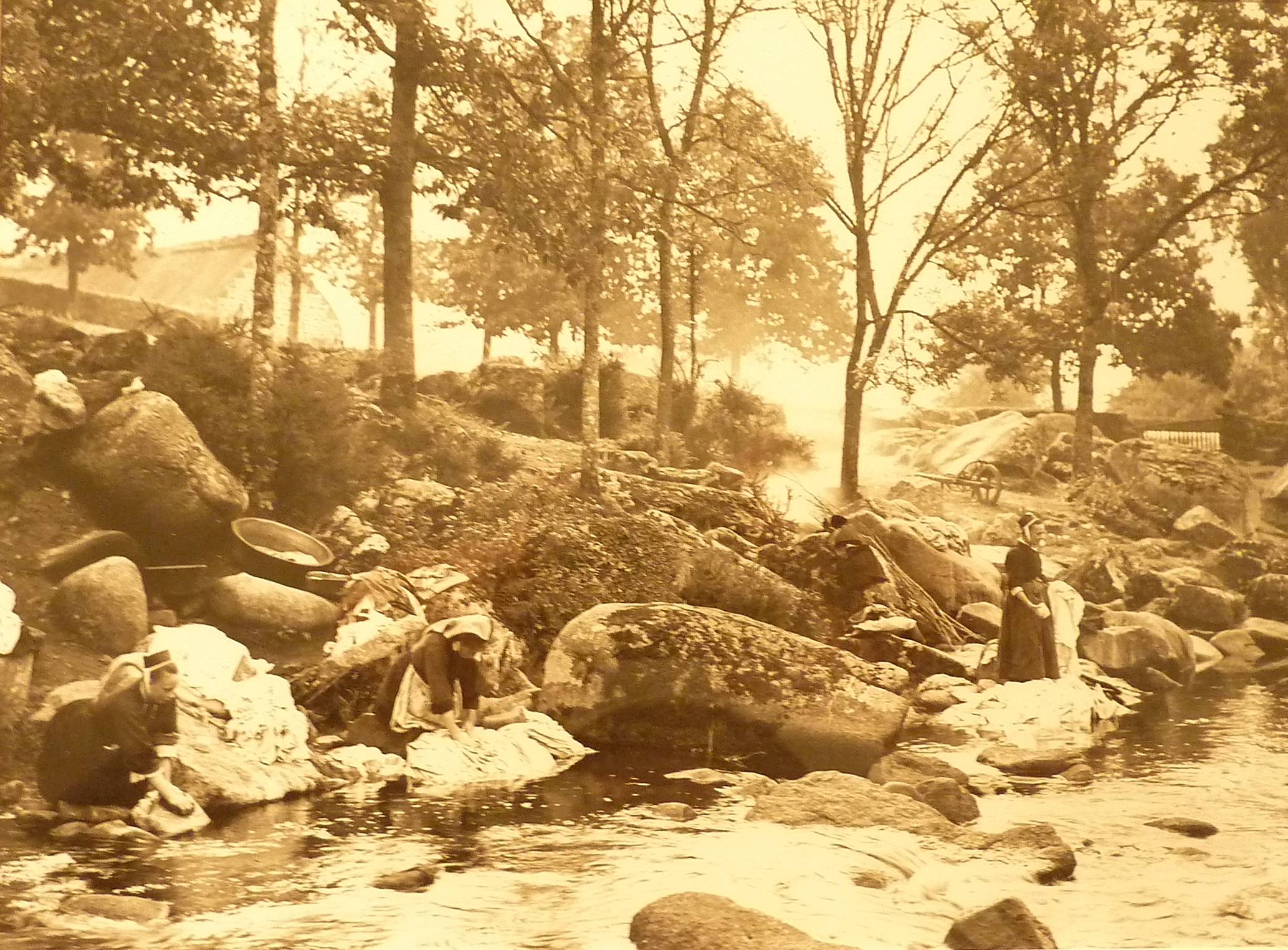
Praní prádla, Le Faouët (Morbihan), mezi lety 1908 a 1912
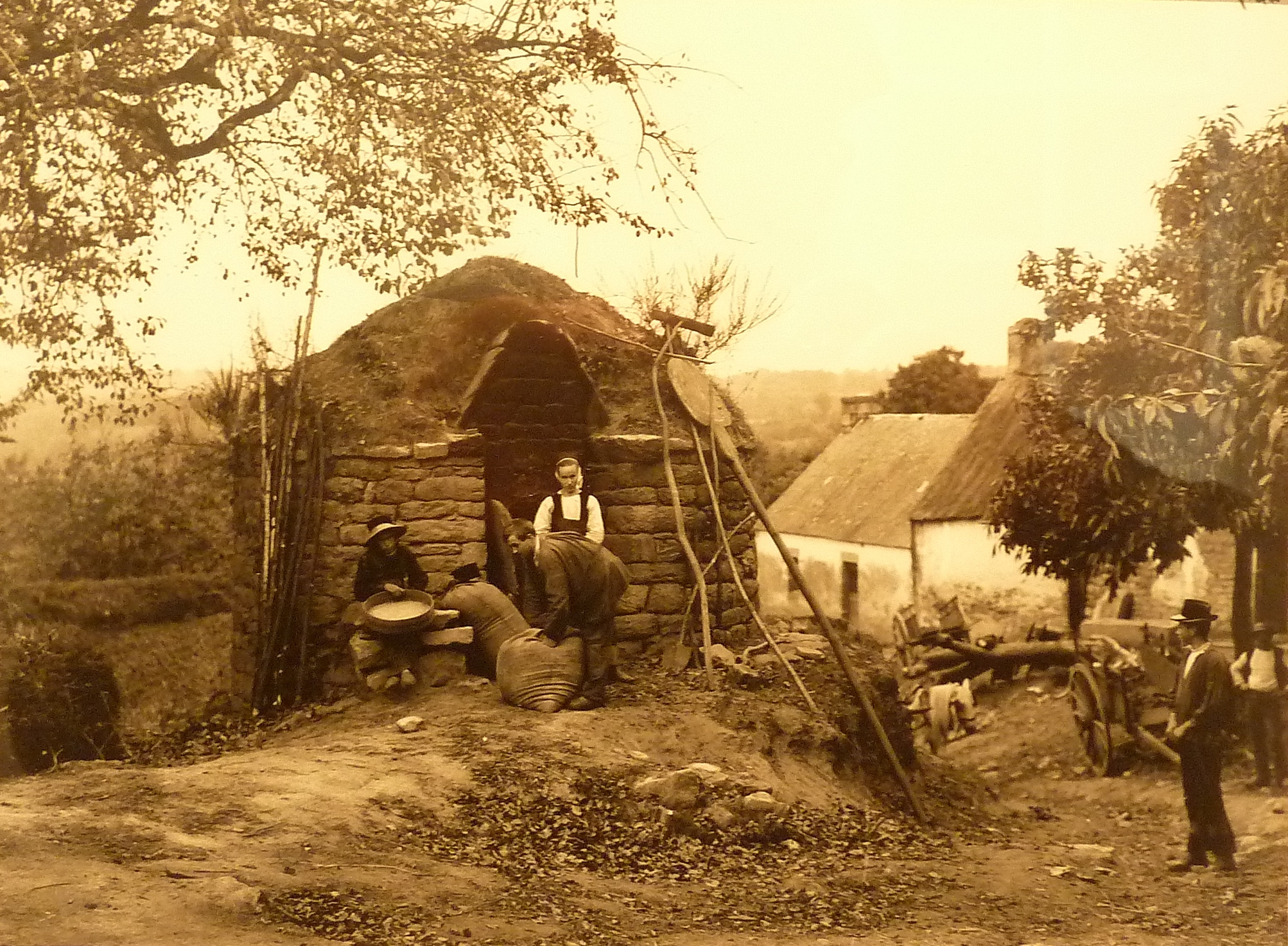
Vesnická pec, Leonas, Lanvénégen, mezi lety 1908 a 1912
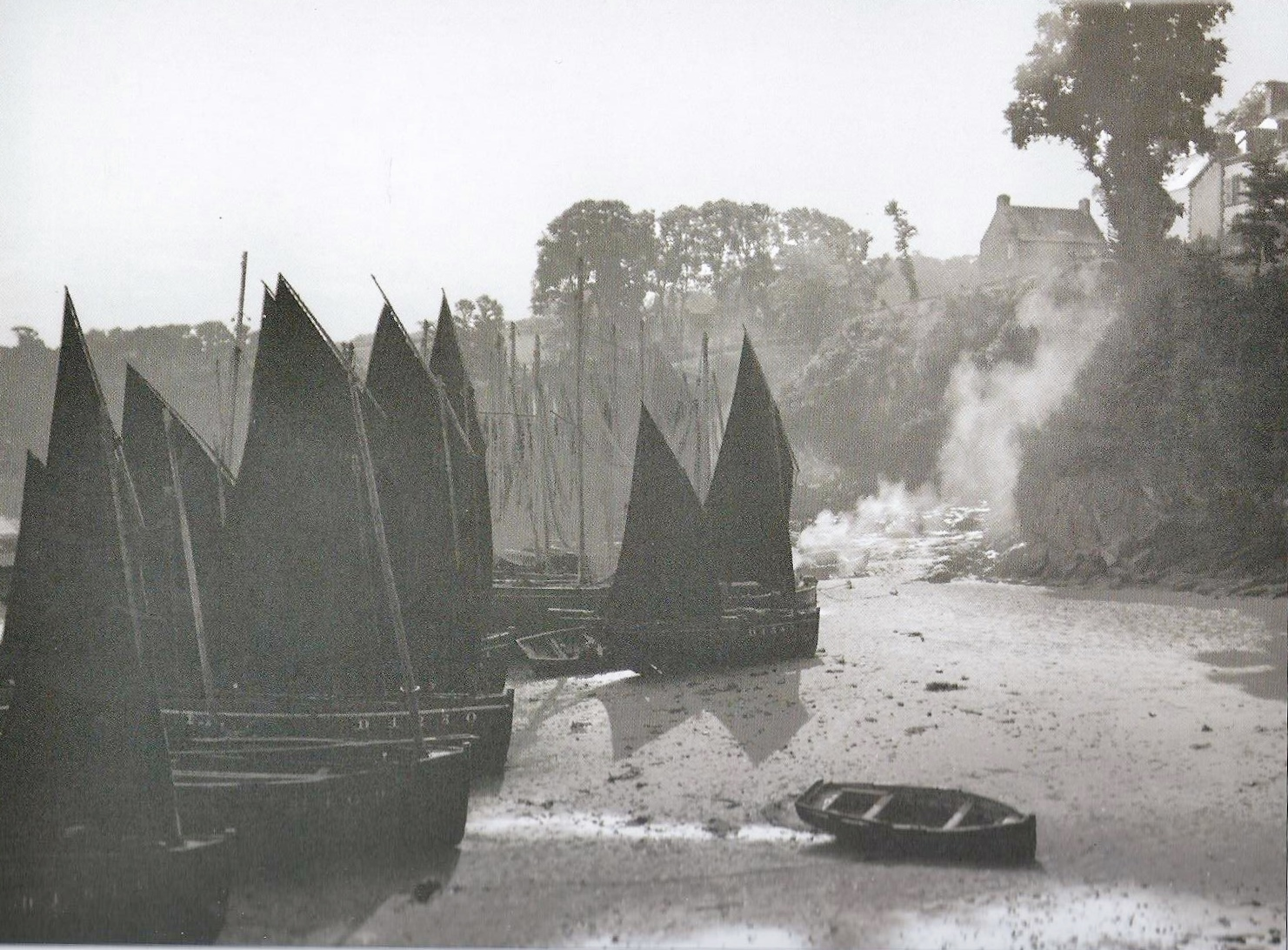
Audierne, přístav
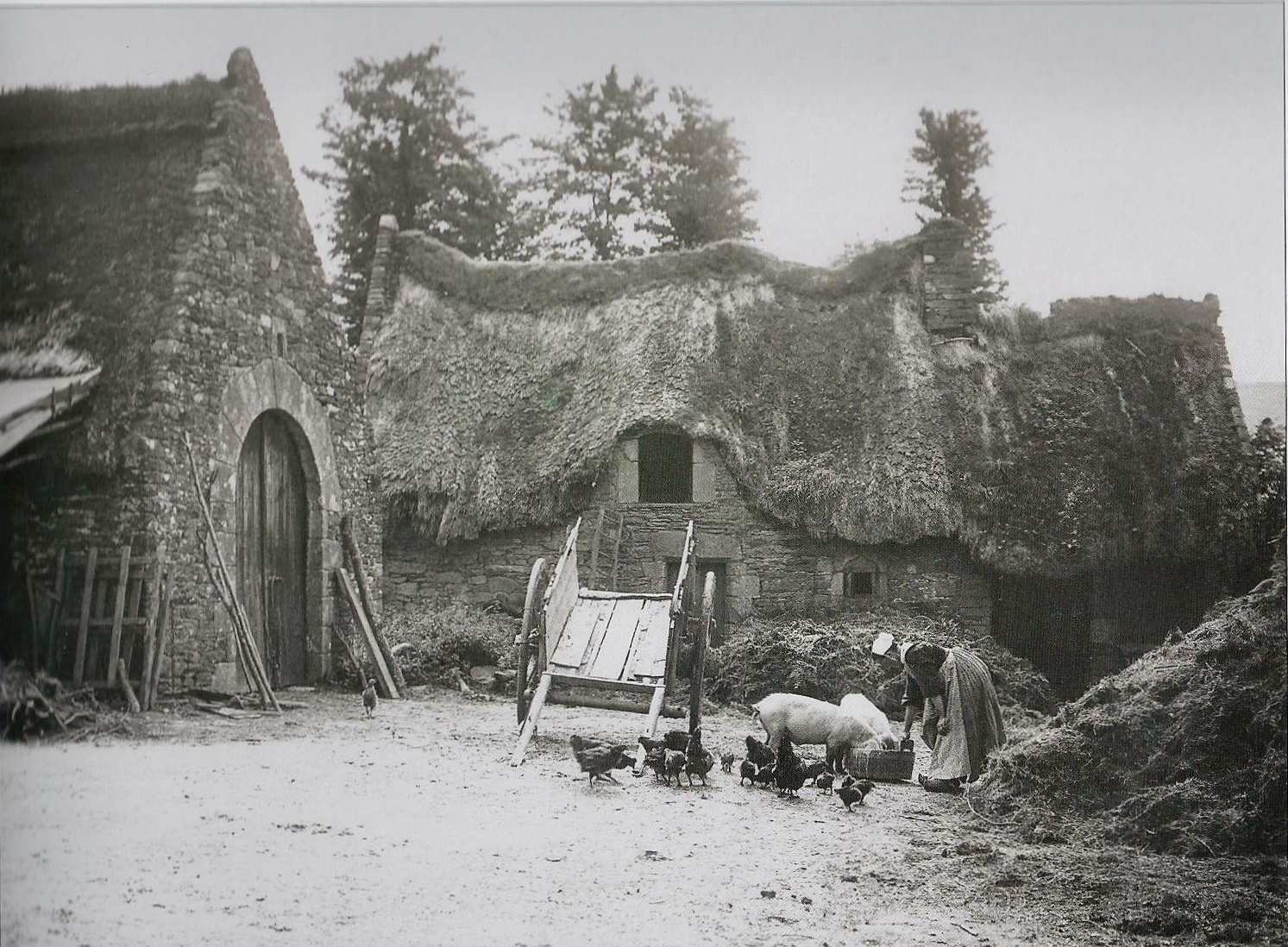
Farmářský dvůr Clohars-Carnoët
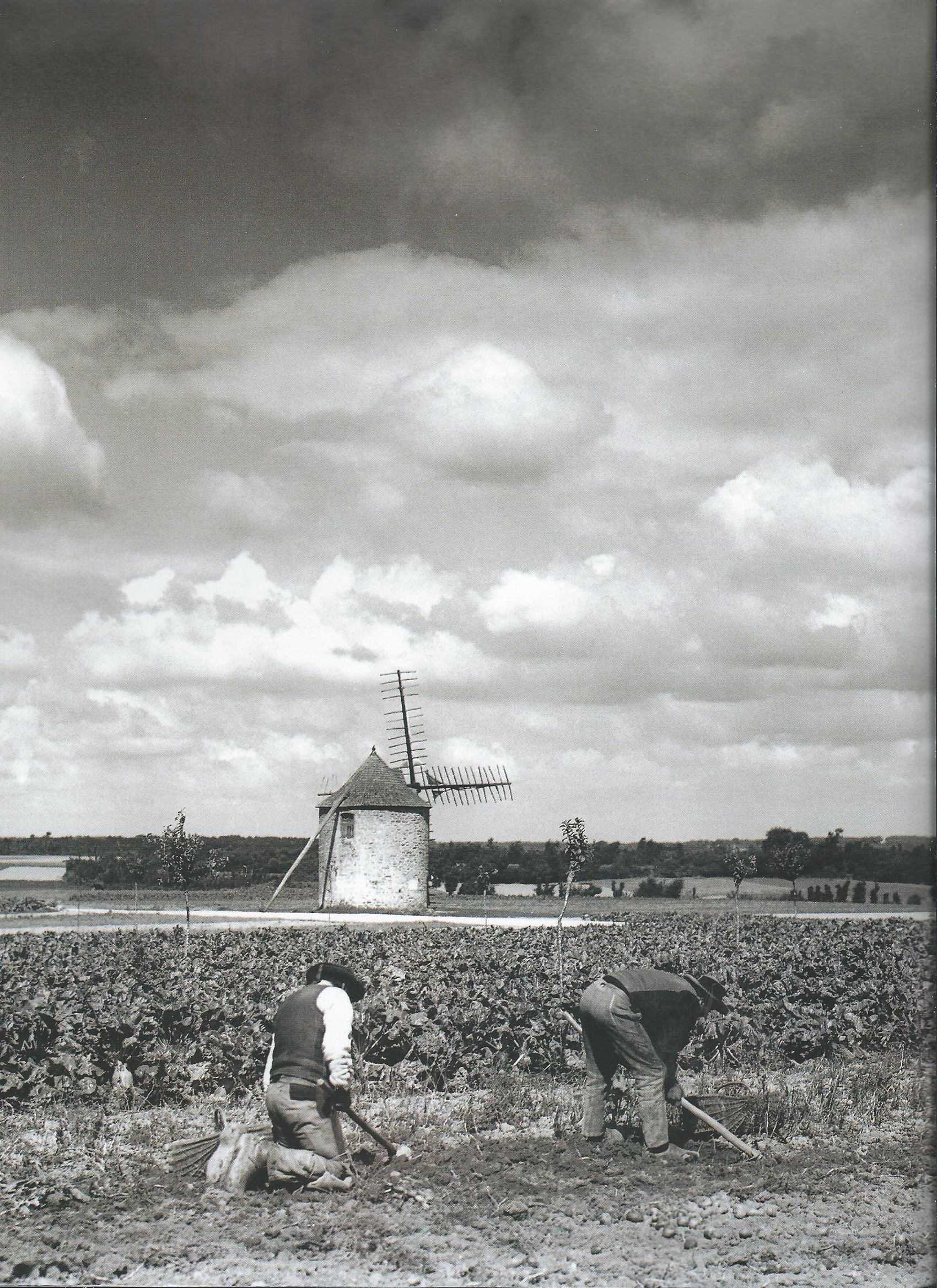
Clohars-Carnoët Moulin de Keranquernat
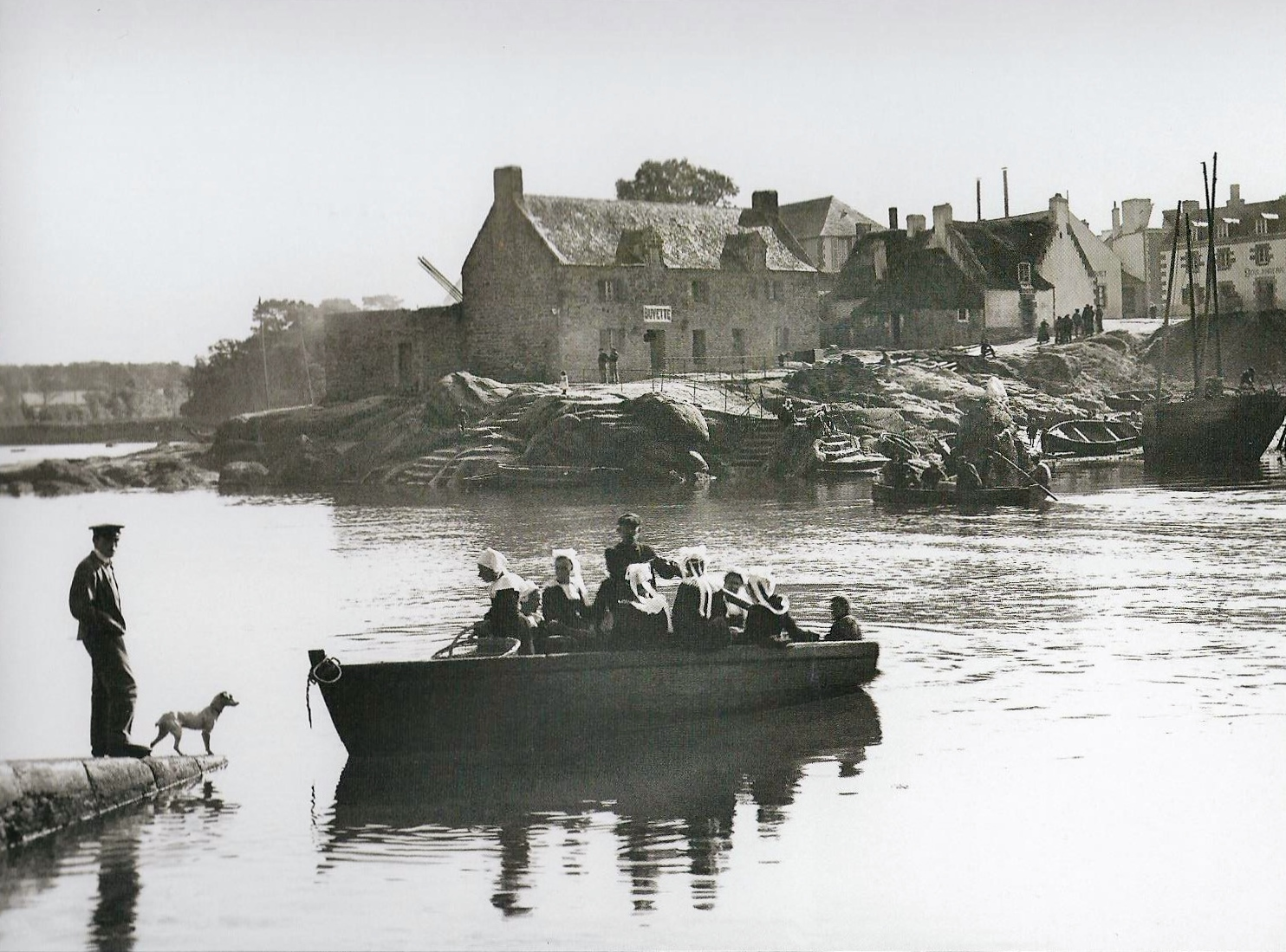
Concarneau pasáž Lanriec
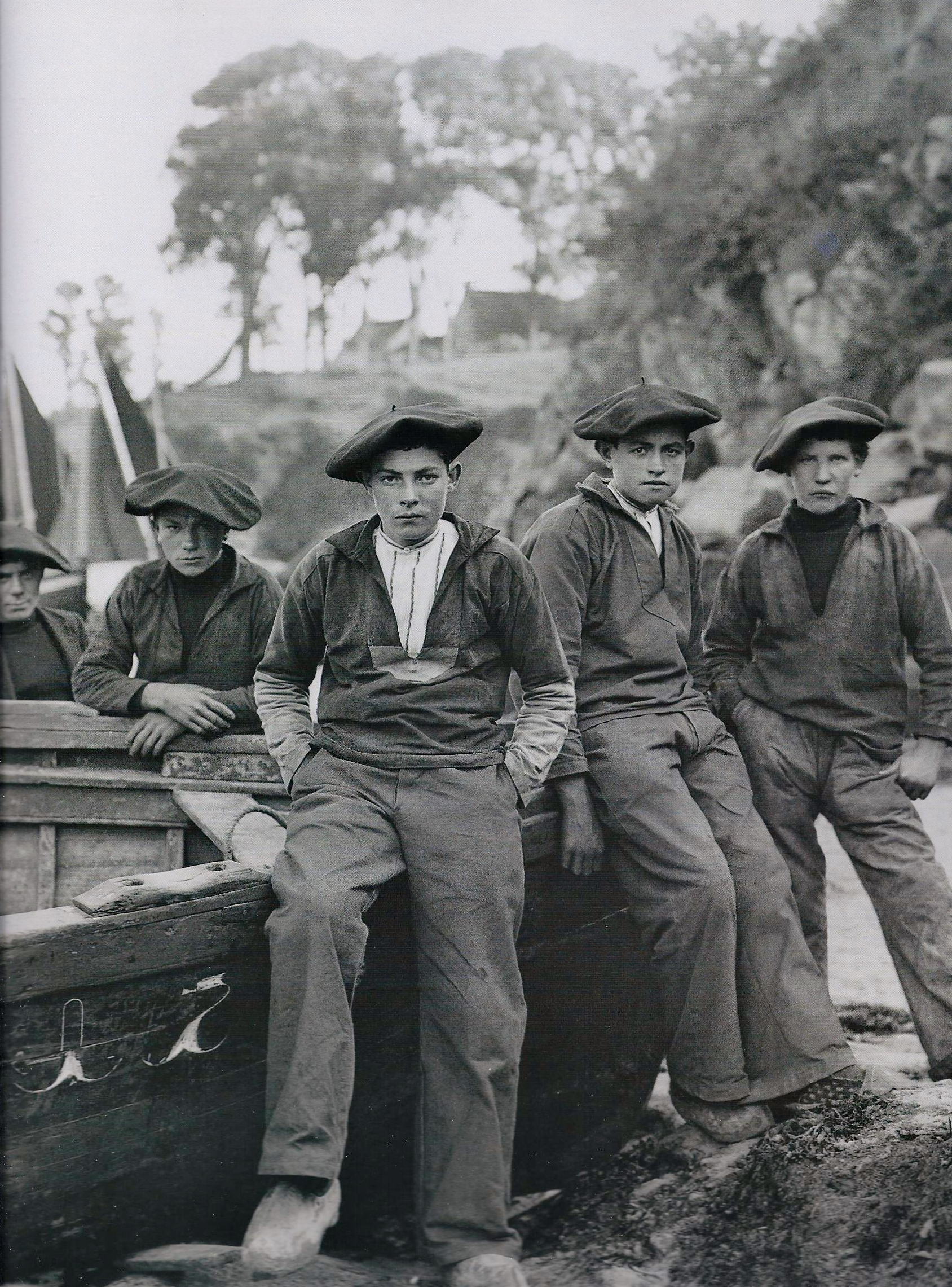
Douarnenez, Mladí námořníci

## Výstavy
Jeho fotografická práce z Bretaně byla předmětem výstavy v Rennes v roce 2008.